# Fouad El Taher
Fouad El Taher (17 april 1965)  is een Egyptische schaker met een FIDE-rating van 2483 in 2015. Hij is internationaal meester.  
In november 2005 werd in Lusaka  (Zambia) het Afrikaans kampioenschap schaken gehouden,  dat met 7 uit 9 door Ahmed Adly gewonnen werd. El Taher eindigde met 6 punten op de vijfde plaats.